# Eschweiler (Junglinster)

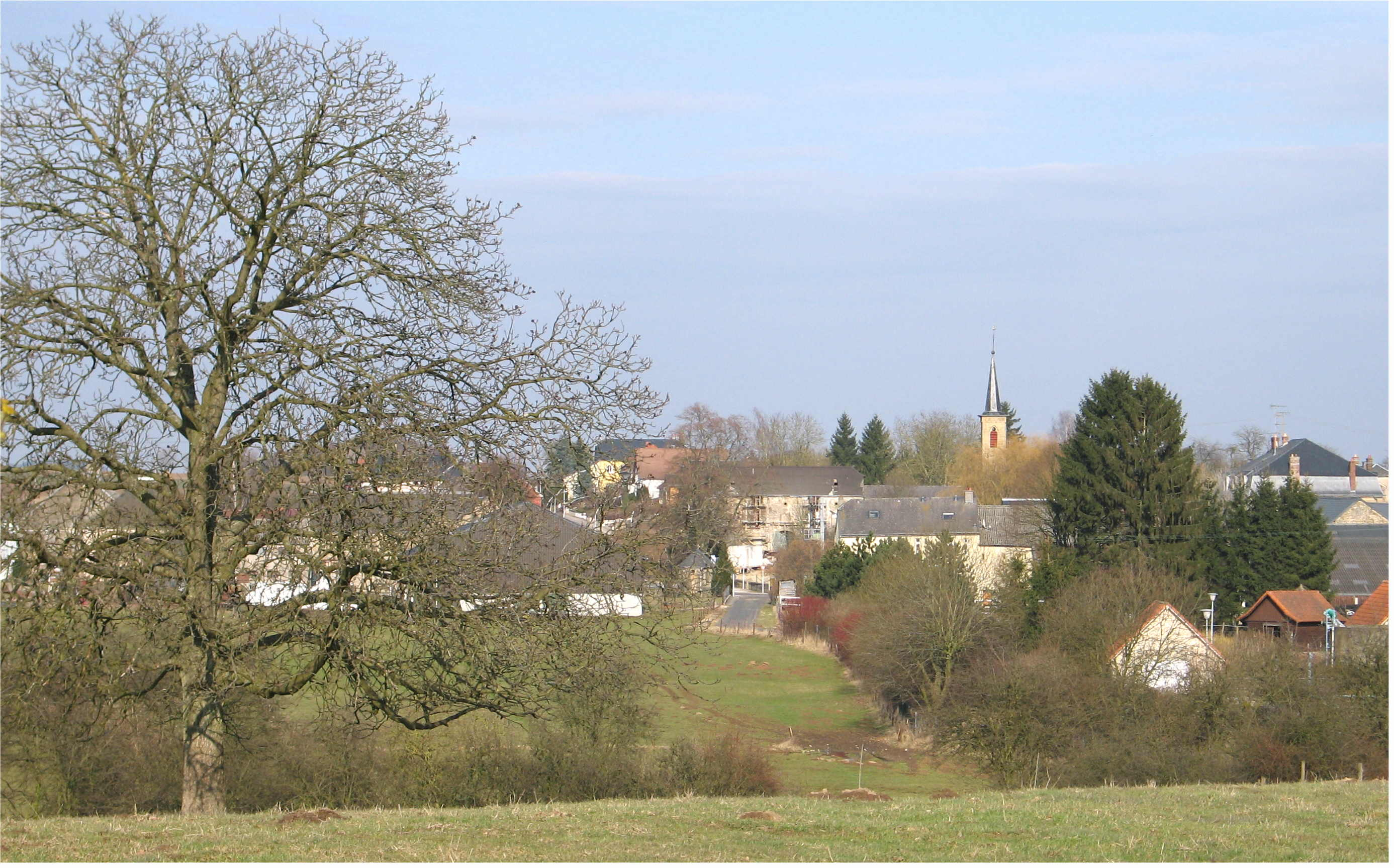
Eschweiler (2006)

Eschweiler (luxemburgisch Eeschweller) ist ein Ortsteil der luxemburgischen Gemeinde Junglinster. 2021 lebten hier 199 Menschen.
Ein Sohn des Ortes ist der Kirchenhistoriker Pierre-Marie-Emile Donckel (* 20. Dezember 1904 in Eschweiler; † 26. Mai 1979 in Junglinster).